# Lomatogonium brachyantherum
Lomatogonium brachyantherum är en gentianaväxtart som först beskrevs av Benjamin Clarke, och fick sitt nu gällande namn av Merritt Lyndon Fernald. Lomatogonium brachyantherum ingår i släktet stjärngentianor, och familjen gentianaväxter. Inga underarter finns listade i Catalogue of Life.